# Фраунхоферштрассе (станция метро)
«Фраунхоферштрассе» (нем. Fraunhoferstraße) — станция Мюнхенского метрополитена, расположенная на линиях  и  между станциями «Зендлингер Тор» и «Колумбусплац». Станция находится в районе Людвигсфорштадт-Изарфорштадт (нем. Ludwigsvorstadt-Isarvorstadt).

## История
Открыта 18 октября 1980 года в составе участка «Шайдплац» — «Нойперлах Зюд». Станция названа, как и улица над ней, в честь немецкого физика Йозефа Фраунхофер.

## Архитектура и оформление
Станция мелкого заложения. Из-за близости к Изару, станция строилась с помощью проходческого щита и после оба туннеля были соединены, образуя островную платформу. Два ряда толстых колонн круглого сечения, отделаны жёлтым мозаичным кафелем. Стены станции облицованы вогнутыми округленными бежевыми цементо-волокнистыми плитами. Пол выложен бетонными блоками в мотиве гальки Изара. Имеет два выхода на обеих концах платформы. Примерно на высоте человеческого роста по всей путевой стене проходит красная полоса. В южной части платформы установлен лифт, который ведёт в подземный вестибюль, из которого второй лифт идёт непосредственно на улицу.

## Таблица времени прохождения первого и последнего поезда через станцию
|                                    | Воскресенье — Четверг (ч:мм) | Пятница — Суббота (ч:мм) |
|                                    | первый                       |                          |
| последний                          |                              |                          |
| В сторону станции «Зендлингер Тор» | 4:28                         | 4:28                     |
| В сторону станции «Зендлингер Тор» | 1:12                         | 2:12                     |
| В сторону станции «Колумбусплац»   | 4:37                         | 4:37                     |
| В сторону станции «Колумбусплац»   | 1:24                         | 2:24                     |

## Пересадки
Проходит трамвай линии 17 и ночной N27, а также автобус линии 132.
| Предыдущая станция | Расстояние | Линия | Расстояние | Следующая станция |
| ------------------ | ---------- | ----- | ---------- | ----------------- |
| Зендлингер Тор     | 746 м      |       | 1116 м     | Колумбусплац      |
| Зендлингер Тор     | 746 м      |       | 1116 м     | Колумбусплац      |